# توماس آهرنس
توماس آهرنس (آلمانی: Thomas Ahrens؛ زادهٔ ۲۷ مه ۱۹۴۸) قایقران روئینگ اهل آلمان است.
وی در مسابقات کشوری و بین‌المللی در مجموع برندهٔ ۳ مدال طلا، ۱ مدال نقره شده‌است.